# إير تراكتور إيه تي-602
أير تراكتور إيه تي-602 (بالإنجليزية: Air Tractor AT-602) هي طائرة زراعية طارت لأول مرة في الولايات المتحدة في 1 ديسمبر 1995.

## المواصفات
مصدر البيانات: Jane's All The World's Aircraft 2003–2004
الخصائص العامة
- طاقم العمل: واحد
- السعة: 630 غال أمريكي (2,385 لتر) مواد كيميائية
- الطول: 34 قدم 2 إنش (10.41 م)
- طول الجناح: 56 قدم 0 إنش (17.07 م)
- الأرتفاع: 11 قدم 1 إنش (3.38 م)
- منطقة الجناح: 336.0 قدم2 (31.22 م2)
- نسبة العرض إلى الارتفاع: 9.3:1
- الوزن الفارغ: 5,600 رطل (2,540 كجم)
- الوزن الإجمالي: 12,500 رطل (5,670 كجم)
- المحرك: 1 × Pratt & Whitney PT6A-60AG turboprop, 1,050 حصان (783 كيلو وات) لكل

الأداء
- السرعة القصوى: 198[2] ميل/ساعة (318 كم/س)
- سرعة الأنطلاق: 150 ميل/ساعة (241 كم/س)
- المدى: 600[2] ميل (965 كم)
- معدل الصعود: 650[2] قدم / دقيقة (3.3 م/ث)